# Phymorhynchus buccinoides
Phymorhynchus buccinoides là một loài ốc biển, là động vật thân mềm chân bụng sống ở biển trong họ Conidae.
The Japanese name of this species is Tsubunari-shajiku.

## Phân bố
Loài địa phương ở off Hatsushima, vịnh Sagami, 35°00.2' N, 139°13.5' E, Japan in depth 1160 m.
There is not known other locality up to 2005.
Nó sống ở seeps.